# François Périer
François Périer, eigenlijke naam François Pillu, (Parijs, 10 november 1919 - Parijs, 29 juni 2002) was een Frans film-, televisie- en toneelacteur. 
Hij wist te overtuigen in zowel komische als dramatische rollen. In Nederland werd hij vooral bekend als de doortrapte advocaat Terrasini in de eerste drie delen van misdaadserie La Piovra.

## Leven en werk
François Périer speelde zijn eerste rollen al meteen in films van belangrijke cineasten als Marcel Carné (Hôtel du Nord, 1938) en Julien Duvivier (La Fin du jour, 1939). Al gauw, vanaf het begin van de jaren veertig, vertolkte hij heel dikwijls hoofdrollen in films van onder meer Christian-Jaque, Claude Autant-Lara, Gilles Grangier, Henri Decoin en Jean Cocteau, allen regisseurs met wie hij meerdere keren samenwerkte. Uitschieters waren zijn rol van pleegzoon van de filmregisseur in de tragikomedie Le silence est d'or (René Clair, 1947), zijn vertolking van de hatelijke arbeider Coupeau in de Émile Zolaverfilming Gervaise (René Clément, 1956) en van de cynische man die de prostituee Cabiria besteelt in de tragikomedie Le notti di Cabiria (Federico Fellini, 1957). 
Vanaf de jaren zestig deed een nieuwe lichting regisseurs een beroep op Périer. Constantin Costa-Gavras, Jean-Pierre Melville en Philippe de Broca werkten meerdere keren met hem samen. 
Heel wat cineasten gebruikten zijn stem als voice-over. Hij was  de verteller in de Franse versie van Fantasia. Hij trad ook op als verteller in onder meer Sous le ciel de Paris (Julien Duvivier, 1951), Les Affreux (Marc Allégret, 1959) en Madame Bovary (Claude Chabrol, 1991).
Naast zijn filmwerk had hij ook een belangrijke vijftig jaar lang durende carrière als toneelacteur. Hij regisseerde ook een tiental stukken. 
Rond 1991 werd de ziekte van Alzheimer bij hem geconstateerd. In 2002 stierf hij op 82-jarige leeftijd aan een hartaanval. Hij ligt begraven op het cimetière de Passy.

## Filmografie (selectie van langspeelfilms)
- 1938 : La Chaleur du sein (Jean Boyer)
- 1938 : Hôtel du Nord (Marcel Carné)
- 1939 : Le Duel (Pierre Fresnay)
- 1939 : La Fin du jour (Julien Duvivier)
- 1940 : L'Entraîneuse (Albert Valentin)
- 1941 : Premier Bal (Christian-Jaque)
- 1942 : Mariage d'amour (Henri Decoin)
- 1942 : Lettres d'amour (Claude Autant-Lara)
- 1943 : Le Camion blanc (Léo Joannon)
- 1946 : Sylvie et le Fantôme (Claude Autant-Lara)
- 1946 :  Au petit bonheur (Marcel L'Herbier)
- 1946 : Un revenant (Christian-Jaque)
- 1947 : Le silence est d'or (René Clair)
- 1948 : Femme sans passé (Gilles Grangier)
- 1949 : Au p'tit zouave (Gilles Grangier)
- 1949 : Jean de la Lune (Marcel Achard)
- 1950 : Orphée (Jean Cocteau)
- 1950 : Souvenirs perdus (Christian-Jaque) (sketchenfilm : episode Une couronne mortuaire)
- 1952 : L'Amour, Madame (Gilles Grangier)
- 1953 : Jeunes Mariés (Gilles Grangier)
- 1954 : Cadet Rousselle (André Hunebelle)
- 1955 : Les Évadés (Jean-Paul Le Chanois)
- 1955 : Escale à Orly (Jean Dréville)
- 1956 : Gervaise (René Clément)
- 1957 : Charmants Garçons (Henri Decoin)
- 1957 : Le notti di Cabiria (Federico Fellini)
- 1957 : Tous peuvent me tuer (Henri Decoin)
- 1960 : Le Testament d'Orphée (Jean Cocteau)
- 1960 : La Française et l'Amour (Christian-Jaque) (sketchenfilm : episode Le Divorce)
- 1960 : Chien de pique (Yves Allégret)
- 1961 : L'Amant de cinq jours (Philippe de Broca)
- 1963 : I compagni (Mario Monicelli)
- 1963 : La visita (Antonio Pietrangeli)
- 1964 : Week-end à Zuydcoote (Henri Verneuil)
- 1967 : Un homme de trop (Constantin Costa-Gavras)
- 1957 : Le Samouraï (Jean-Pierre Melville)
- 1969 : Z (Constantin Costa-Gavras)
- 1970 : Les Caprices de Marie (Philippe de Broca)
- 1970 : Le Cercle rouge (Jean-Pierre Melville)
- 1971 : Max et les ferrailleurs (Claude Sautet)
- 1971 : Juste avant la nuit (Claude Chabrol)
- 1972 : L'Attentat (Yves Boisset)
- 1973 : Vogliamo i colonnelli (Mario Monicelli)
- 1973 : Antoine et Sébastien (Jean-Marie Périer)
- 1973 : Stavisky (Alain Resnais)
- 1975 : Docteur Françoise Gailland (Jean-Louis Bertuccelli)
- 1976 : Police Python 357 (Alain Corneau)
- 1978 : La Raison d'État (André Cayatte)
- 1979 : La Guerre des polices (Robin Davis)
- 1983 : Le Battant (Robin Davis en Alain Delon)
- 1984 : Le Tartuffe (Gérard Depardieu)
- 1987 : Soigne ta droite (Jean-Luc Godard)
- 1990 : Lacenaire (Francis Girod)